# Futebol na Áustria
Futebol é o segundo esporte mais popular na Áustria, atrás apenas da esqui no gelo. A Federação Austríaca de Futebol (Österreichischer Fußball-Bund, a ÖFB, em alemão), foi fundada em 1904 e é membro da FIFA desde a fundação.
Os principais campeões nacionais da Áustria são Rapid Viena, Austria Viena e o Red Bull Salzburg, representantes habituais do país nas competições internacionais.

## Ligas
A Bundesliga é a maior concorrência de clubes nas competições austríacas. Possui dez times. A primeira divisão tinha 12 times em 2007. As outras três ligas são regionais (Regionalliga), e corresponde a três divisões regionais: Regionalliga Ost (Leste), tem times de Viena, da Áustria Inferior e da Burgenland; a Regionalliga Mitte (Central), tem times da Estíria, Carintia, Áustria Superior e de Tyrol do Leste; e a Regionalliga West (Oeste), possui times de Tyrol, Salzburg, Vorarlberg.
A quarta liga é a estadual (Landesliga). Muitos estados têm sete ou oito times nesta liga, mas em outros é comum que tenha times não-oficiais. Estes não são organizados pela ÖFB, mas teoricamente os campeões destes podem se promover para ligas oficiais da ÖFB.

## Internacional
A Federação Austríaca de Futebol é responsável por todas as seleções nacionais, Seleção Austríaca de Futebol que participa da Copa do Mundo e Eurocopa.